# روبرت بلوم (مبارز بالسيف)
روبرت بلوم (بالإنجليزية: Robert Blum)‏ هو مبارز بالسيف أمريكي، ولد في 24 نوفمبر 1928 في بيتسبرغ في الولايات المتحدة.

## وصلات خارجية
- روبرت بلوم على موقع اللجنة الأولمبية الدولية (الإنجليزية)
- روبرت بلوم على موقع أوليمبيديا (الإنجليزية)